# 沃多季伊
50°13′30″N 29°26′26″E / 50.22500°N 29.44056°E
沃多季伊（烏克蘭語：Водотиї）是烏克蘭北部的村莊，隸屬日托米爾州的日托米爾區。該村始建於1617年，面積38.77平方公里，海拔高度181米，2001年人口505。